# 克羅斯諾

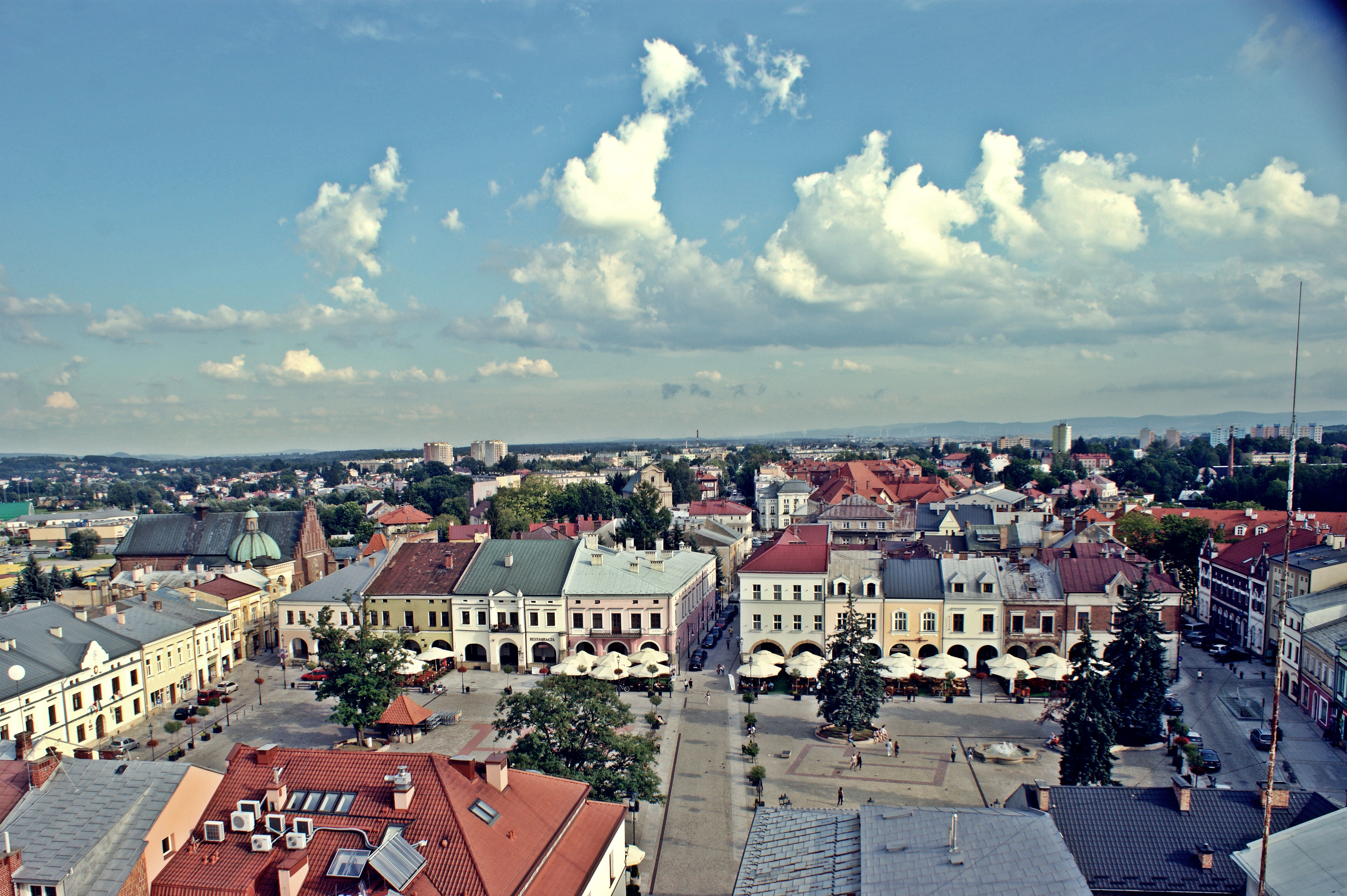

克羅斯諾（[ˈkrɔsnɔ]，克罗森）是波蘭的城鎮，位於該國東南部，距離杜克拉16公里，由喀爾巴阡山省負責管轄，面積43.48平方公里，海拔高度260米，該鎮在1944年9月遭受嚴重破壞，2006年人口47,693。

## 外部連結
- http://www.krosno.pl/?l=en （页面存档备份，存于） (English, Polish, German)
- http://www.krosnocity.pl/ （页面存档备份，存于） (Polish)
- http://www.krosmedia.pl/ （页面存档备份，存于） (Polish)
- http://www.krosno24.pl/ （页面存档备份，存于） (Polish)
- http://www.naszekrosno.pl/（页面存档备份，存于） (Polish)

49°41′N 21°45′E / 49.683°N 21.750°E